# Айхенберг (Заале-Гольцланд)
Айхенберг (нім. Eichenberg) — громада в Німеччині, розташована в землі Тюрингія. Входить до складу району Заале-Гольцланд. Складова частина об'єднання громад Зюдліхес-Заалеталь.
Площа — 11,56 км2. Населення становить 368 ос. (станом на 31 грудня 2021).

## Галерея

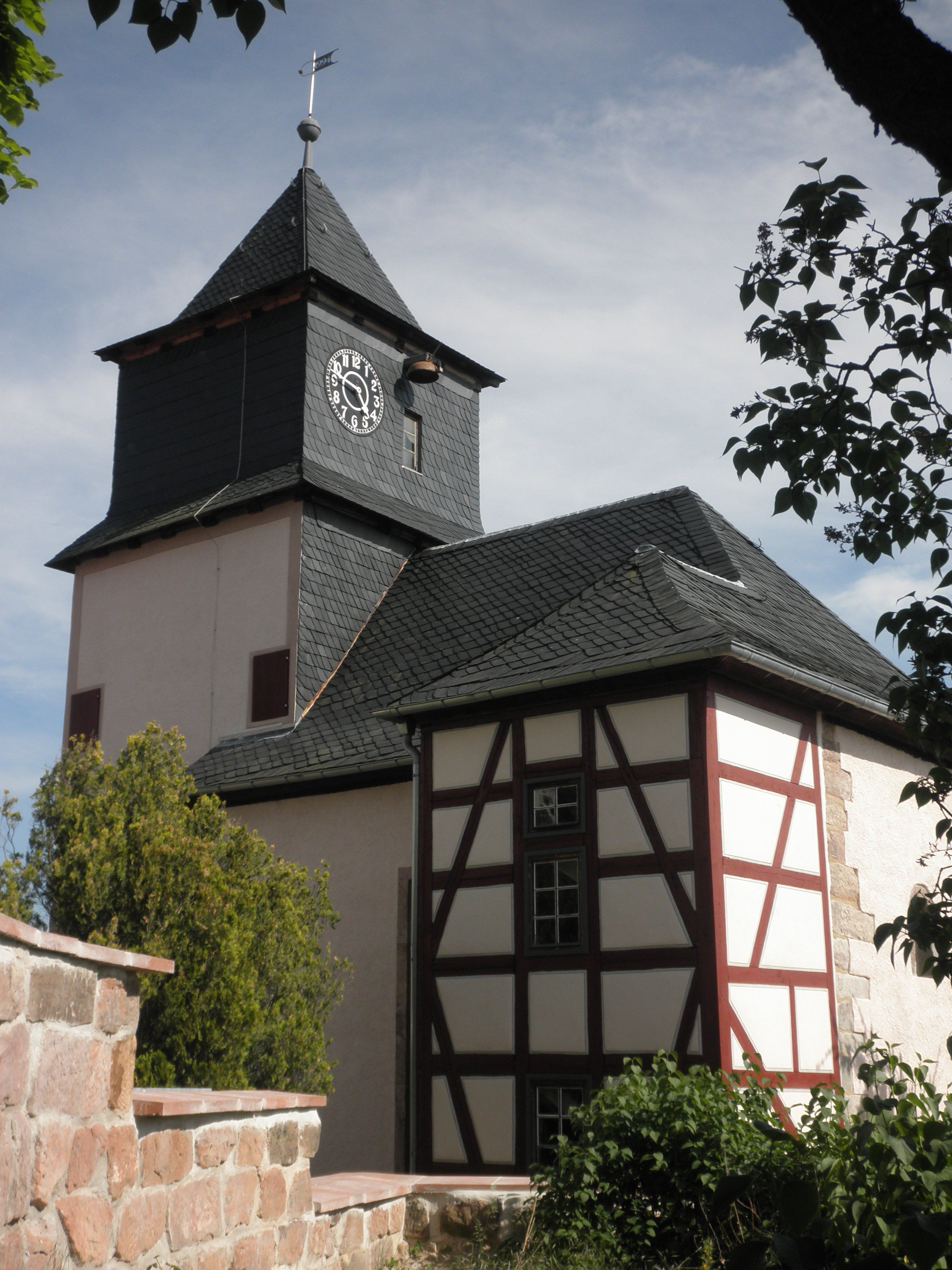
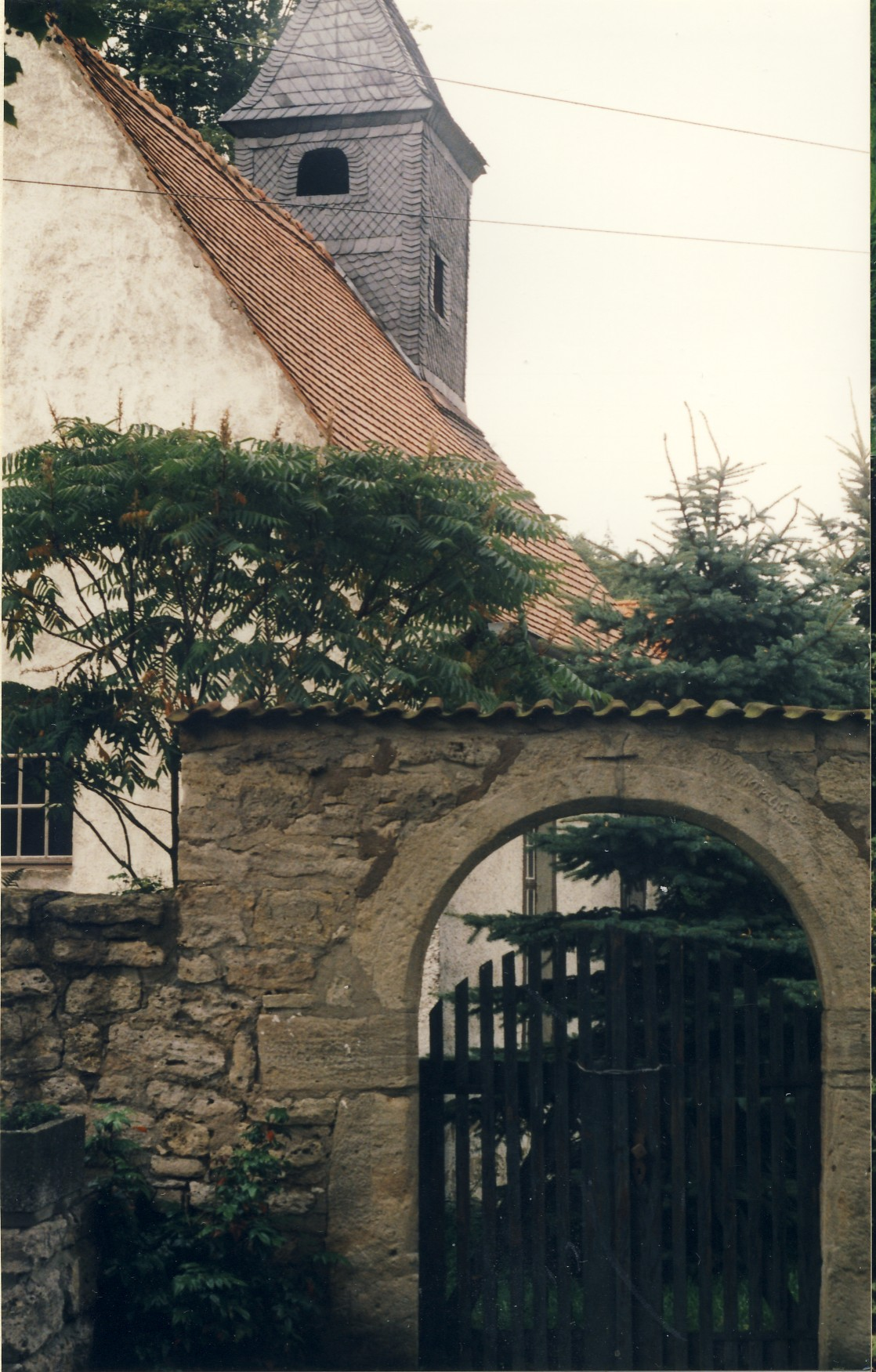